# Tratado de fronteira marítima Guiné Equatorial-São Tomé e Príncipe
O Tratado de fronteira marítima Guiné Equatorial - São Tomé e Príncipe é um tratado de 1999 entre a Guiné Equatorial e São Tomé e Príncipe que delimita a fronteira marítima entre os dois países.
O tratado foi assinado em Malabo em 26 de junho de 1999. O limite estabelecido pelo texto do tratado consiste em duas partes distintas. A primeira parte da fronteira separa a Ilha Annobón da Guiné Equatorial e a Ilha de São Tomé. Esta parte da fronteira consiste em quatro segmentos marítimos de linha reta definidos por cinco pontos de coordenadas individuais. O limite é uma linha equidistante aproximada entre as duas ilhas.
A segunda parte da fronteira definida separa o Río Muni (Guiné Equatorial continental) da Ilha do Príncipe. Esta parte do limite é mais complexa, consistindo em 14 segmentos de linha reta definidos por 15 pontos de coordenadas individuais. Como a primeira parte, esta porção da fronteira é uma linha equidistante aproximada entre os dois países.
O tratado entrou provisoriamente em vigor imediatamente após a assinatura. Ainda não foi ratificado pelos países, caso em que entrará em vigor "definitivamente". O nome completo do tratado é Tratado Relativo à Delimitação da Fronteira Marítima entre a República da Guiné Equatorial e a República Democrática de São Tomé e Príncipe.